# Palto Alto
Palto Alto es una localidad peruana ubicada en el distrito de Santo Domingo, perteneciente a la provincia de Morropón del departamento de Piura, al norte del Perú. 

## Ubicación
Palto Alto se ubica al norte de la provincia de Morropón, en el distrito de Santo Domingo, en el departamento de Piura.

## Demografía
En 2017 Palto Alto tenía una población de 85 habitantes.